# Baldringe socken
Baldringe socken i Skåne ingick i Herrestads härad, ingår sedan 1971 i Ystads kommun och motsvarar från 2016 Baldringe distrikt.
Socknens areal är 22,18 kvadratkilometer varav 22,03 land. År 2000 fanns här 108 invånare. Baldringe gård med sockenkyrkan Baldringe kyrka ligger i socknen. 

## Administrativ historik
Socknen har medeltida ursprung. 
Vid kommunreformen 1862 övergick socknens ansvar för de kyrkliga frågorna till Baldringe församling och för de borgerliga frågorna bildades Baldringe landskommun. Landskommunen uppgick 1952 i Herrestads landskommun som uppgick 1971 i Ystads kommun. Församlingen uppgick 2002 i Sövestadsbygdens församling.
1 januari 2016 inrättades distriktet Baldringe, med samma omfattning som församlingen hade 1999/2000.  
Socknen har tillhört län, fögderier, tingslag och domsagor enligt vad som beskrivs i artikeln Herrestads härad. De indelta soldaterna tillhörde Södra skånska infanteriregementet, Herresta kompani.

## Geografi
Baldringe socken ligger norr om Ystad med Fyleån i öster. Socknen är en småkuperad odlingsbygd med skog i norr.

## Fornlämningar
Från stenåldern är boplatser funna. En runsten finns vid kyrkan. 

## Namnet
Namnet skrevs 1256 Baldringi och kommer från kyrkbyn. Efterleden är inbyggarbeteckningen inge/unge. Förleden har oklar tolkning.